# Klášter Grünhain
Klášter Grünhain býval cisterciácký klášter morimondské filiační řady v saském městě Grünhain v tzv. Pliseňsku, kudy ve středověku procházela důležitá obchodní stezka. Zdejší cisterciáci se věnovali těžbě hnědého uhlí a zpracování kovů.

## Historie
Klášter byl založen kolem roku 1233 míšeňským purkrabím Meinherem z Werben či pány z Meineweh, kteří povolali jako prvotní konvent cisterciácké mnichy z kláštera Buch a ten byl později pro svůj nedostatečný počet doplněn mnichy z kláštera Sittichenbach. Dle tradice cisterciáci přišli na místo v září 1235 a již na jaře 1236 byl za hojné účasti světských i duchovních pánů vysvěcen konventní kostel zasvěcený Panně Marii a sv. Mikuláši.
Klášter se v následujících letech díky svým četným svatým ostatkům stal cílem každoročních náboženských poutí, které plnily klášterní pokladnici. V druhé polovině 13. století se cisterciákům podařilo získat statky na území Českého království v oblasti Kadaňska a Žatecka. Roku 1296 se klášter stal místem setkání českého panovníka Václava II. a římského krále Adolfa Nasavského, kteří v jeho zdech domluvili sňatek svých dětí a Adolf znovu přislíbil přezkoumání Václavových nároků na Míšeňsko.
V roce 1261 klášter dostal od krále Přemysla Otakara II. vesnici Vernéřov, která se stala základem majetkové domény spravované ze dvora v Bystřici. Časem klášter získal majetky v Milžanech, Přezeticích, Tušimicích a ve druhé polovině 14. století převzal část statků waldsasského kláštera. Na začátku 15. století k českému klášternímu panství patřilo sedmnáct lokalit a městečko Schlettau.
Roku 1429 klášter vyplenili a zapálili husité, konvent se včas spasil útěkem do Zwickau a po svém návratu klášter obnovil. Roku 1533 zde došlo k zákazu katolické mše a mniši byli donuceni přijímat pod obojí. Roku 1536 klášter v souvislosti s rezignací posledního opata a předání kláštera saskému vévodovi zanikl. Opat se vrátil ke světskému životu a oženil se svou kuchařkou a zbylí řádoví bratři odešli i s klášterním archivem a cennostmi údajně do českého Oseckého kláštera.